# Дерев'янки (Жмеринський район)
Дерев'янки́ —село в Україні, у Шаргородській міській громаді Жмеринського району Вінницької області. Населення становить 348 осіб.

## Історія
12 червня 2020 року відповідно до Розпорядження Кабінету Міністрів України № 707-р «Про визначення адміністративних центрів та затвердження територій територіальних громад Вінницької області» увійшло до складу Шаргородської міської громади.
19 липня 2020 року, в результаті адміністративно-територіальної реформи та ліквідації Шаргородського району, село увійшло до складу Жмеринського району Вінницької області.

## Географія
Селом протікає річка Рудька, ліва притока Мурашки.

## Відомі люди
Олексій Начибасів - козак 7 Синього полку 3 пішої Залізної дивізії армії УНР, загинув під час російсько-української війни (не пізніше 1919 р.)